# Rejon jarmoliński
Rejon jarmoliński – jednostka administracyjna wchodząca w skład obwodu chmielnickiego Ukrainy.
Rejon utworzony w 1923 na części obszaru dawnych powiatów płoskirowskiego, latyczowskiego oraz uszyckiego; ma powierzchnię 900 km² i liczy około 30 tysięcy mieszkańców. Siedzibą władz rejonu są Jarmolińce.
Na terenie rejonu znajdują się 1 osiedlowa rada i 29 silskich rad, obejmujących w sumie 59 miejscowości.

## Miejscowości rejonu
- Andrzejówka (Андріївка)
- Antoniowce (Антонівці)
- Bałamutówka (Баламутівка)
- Baranówka (Баранівка)
- Bednarówka (Боднарівка)
- Borbuchy[2]  (Борбухи)
- Bujwołowce (Буйволівці)
- Głuszkowce (Глушківці)
- (Глушковецьке)
- (Голохвасти)
- (Іванівка)
- (Іванківці)
- Jarmolińce (Ярмолинці)
- Jaseniwka (Ясенівка)
- (Кадиївка)
- Korytna (Коритна)
- (Корначівка)
- Karolówka (Королівка)
- (Косогірка)
- (Круті Броди)
- (Лебедівка)
- (Лехнівка)
- Lisówka (Лисівка)
- (Лугове)
- Łuka (Лука)
- (Магнишівка)
- (Майдан-Морозівський)
- (Микитинці)
- Michajliwka[3] (Михайлівка)
- (Михалківці)
- Monastyrek (Монастирок)
- (Москалівка)
- (Нове Село)
- (Пасічна)
- (Перегінка)
- (Правдівка)
- Proskurówka (Проскурівка)
- Sawińce (Савинці)
- (Скаржинці)
- (Слобідка)
- (Слобідка-Глушковецька)
- (Слобідка-Кадиївська)
- Sokołówka[4] (Соколівка)
- Sołodkowce (Солобківці)
- Sosniwka (Kujawy, Соснівка)
- Strychowce (Стріхівці)
- Sutkowce (Сутківці)
- Szarawka (Шарівка)
- (Шевченка)
- (Тарасівка)
- (Томашівка)
- (Васильківці)
- (Вербка)
- (Вербка-Мурована)
- (Верхівці)
- (Видошня)
- (Виноградівка)
- (Вихилівка)
- (Волудринці)
- Żylińce (Жилинці)